# Casa típica amb galeria al carrer Escorial, 214
La Casa típica amb galeria al carrer Escorial, 214 és una obra eclèctica de Barcelona inclosa a l'Inventari del Patrimoni Arquitectònic de Catalunya.

## Descripció
Casa situada al districte de Gràcia, de planta quadrada, baixos i dos pisos, amb jardí a la part posterior. Té el portal amb un petit arc, dos balcons i sis finestrals. A la part lateral hi ha una galeria a l'altura del primer pis que, per mitjà de columnes, sosté una terrassa que dona al segon pis i queda protegida per una balustrada.

## Història
Casa unifamiliar emplaçada al barri de la Salut, on sota l'advocació de la Verge de la Salut se celebraven moltes festes, tant religioses com de divertiment per les fonts i masies escampades per aquests contorns.